# Приложно изкуство
По същност, приложното изкуство е функционално, но и естетически издържано изкуство – като например мебелиерството, изделията от метал, текстила, дърворезба, часовници, някои от изделията на полиграфията, както и интарзията.
Приложни изкуства: текстил, керамика (вази, чаши, съдове), бижутерство, стенописи, мозайка.